# WWF WrestleMania: The Arcade Game
WWF WrestleMania (conosciuto sulla versione console con il nome di WWF WrestleMania: The Arcade Game) è un videogioco di tipo picchiaduro sul Wrestling professionistico uscito nel 1995 per i sistemi MS-DOS e le console Arcade, Sega Mega Drive, SNES, PlayStation, Sega Saturn e Sega Mega Drive 32X, pubblicato da Midway Games e Sculptured Software.  Nel 1996 uscì un seguito chiamato WWF In Your House.

## Caratteristiche
Nonostante alla base del gioco ci siano le superstar della WWF, la grafica e il gameplay frenetico rendono il gioco più simile a picchiaduro come Mortal Kombat, anch'esso pubblicato da Midway Games. Anche se le mosse di wrestling sono presenti, le partite sono costituite principalmente da attacchi speciali e da "combo". Ci sono altre somiglianze con i giochi picchiaduro, per esempio i match al meglio dei tre round e la vittoria "perfetta" (ottenuta senza mai farsi colpire dall'avversario).
Il commento è fornito da Vince McMahon e Jerry Lawler, che appaiono anche nel gioco seduti al tavolo dei commentatori a destra del ring.

## Modalità di gioco
Il gioco è dotato di due modalità singleplayer: la Intercontinental Championship e la WWF Championship. Nella prima, per vincere il titolo il giocatore deve vincere quattro match uno contro uno, due match due contro uno e un match tre contro uno. Nella seconda, più difficile, il giocatore deve vincere quattro match due contro uno, due match tre contro uno e infine la WrestleMania Challenge, che consiste nello sconfiggere tutti i lottatori avversari, che si presenteranno sopra il ring tre alla volta, con nuovi avversari che andranno via via a sostituire quelli sconfitti.
Il gioco offre anche due modalità multiplayer, una testa a testa e una cooperativa.  La prima è un semplice match uno contro uno tra due giocatori; nella seconda, sostanzialmente una versione tag team della sfida WrestleMania Challenge, i giocatori devono sconfiggere gli otto lottatori in gruppi di due per diventare campioni.

## Roster
- Bam Bam Bigelow  (non disponibile nella versione Super Nintendo)
- Bret Hart
- Doink the Clown
- Lex Luger
- Razor Ramon
- Shawn Michaels
- The Undertaker
- Yokozuna  (non disponibile nella versione Super Nintendo)

## Porting
La versione Arcade ha avuto diversi Porting, le versioni molto più simili all'originale son quelle delle versioni CD-Rom per quanto riguarda Sega Saturn, Sony Playstation e DOS. Ma avevano una qualità leggermente inferiore graficamente, mancanza di musica nel gioco, e per quanto riguarda Saturn e Playstation subivano un "freeze" durante il caricamento nella Battle Royal di un personaggio dopo che un altro è stato eliminato.
Come già accennato il SNES aveva 2 personaggi in meno, e supportava a malapena 3 personaggi nella stessa schermata (subendo notevoli rallentamenti), Altri cambiamenti (dovuti anche in questo caso per via dell'HW) riguardavano le musiche e le voci dei personaggi.
Nel caso di Megadrive/Genesis e Sega 32x erano piuttosto simili, ma il 32x aveva una qualità grafica ed un comparto audio migliore, ma un framerate sceso a 30 in confronto ai 60 di tutte le altre versioni.